# Moisés Hamui
Moisés Hamui es un pelotari mexicano. Hamui es hermano del pelotari José Hamui, con quién logró la medalla de bronce en los Juegos Olímpicos de México 1968 y de Alejandro Andrade y Pedro Lanzagorta. 